# Erzincan
Erzincan (AFI: [æɾˈzindʒan]) o Arzinga (in curdo Ezîrgan‎; in armeno Երզնկա?, Yerznga) è una città della Turchia, capoluogo della provincia omonima.
Situata nell'Anatolia orientale, la popolazione attuale è di circa 100 000 persone.
Originariamente città armena, qui nei primi del Duecento, e precisamente nel monastero di Avag, fu realizzato il libro di Mush, considerato il più grande manoscritto in lingua armena mai redatto.  
La città fu governata nel XII e XIII secolo dalla dinastia turca dei Mengugekidi.
Il paese è particolarmente noto per un formaggio, chiamato in turco Tulum Peyniri.
La notte tra il 28 e il 29 dicembre 1939 fu l'epicentro del più grave terremoto occorso in Turchia nel XX secolo, che provocò, secondo le stime del tempo, circa 160 000 morti.